# Corps des cadets de Voronej

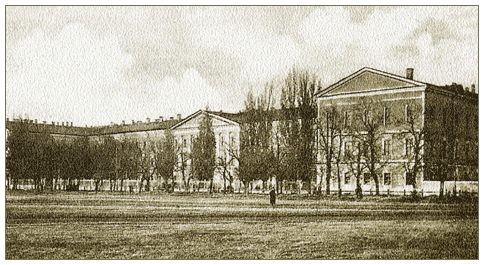
Vue des bâtiments du corps des cadets de Voronej au début du XXe siècle, bâtiment disparu aujourd'hui

Le corps des cadets grand-duc Michel Pavlovitch (Voronejski kadetski korpus Velikovo kniaza Mikhaïla Pavlovitcha; Воронежский кадетский корпус имени Великого князя Михаила Павловича), est un corps de cadets, c'est-à-dire une école militaire secondaire située à Voronej en Russie, qui prépare des garçons se destinant à la carrière d'officiers. C'est aujourd'hui une école-internat.

## Historique

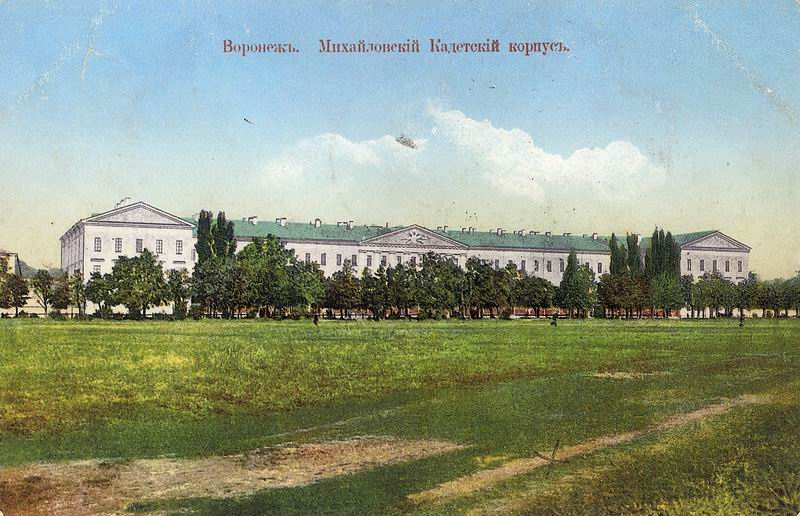
Vue du corps des cadets de Voronej, au début du XXe siècle

Le corps de cadets a été fondé en 1845 sous le règne de Nicolas Ier pour former de futurs officiers. L'idée remontait à 1805, lorsqu'il a été décidé de créer un établissement d'enseignement militaire pour les gouvernements (provinces) de Voronej, Koursk, Oriol, Slobodosk, Astrakhan et pour les régions du Caucase, ainsi que pour les terres des cosaques du Don et de mer Noire. L'empereur Alexandre Ier recommande aux assemblées de la noblesse de ces provinces de financer le projet. La noblesse de Voronej rassemble donc une somme de 200 000 roubles, mais la réalisation du projet prend du retard. La première pierre du bâtiment principal est posée en 1837 et la construction dure pendant huit ans et coûte 800 000 roubles au total. Le corps de cadets est inauguré par une cérémonie religieuse le 5 novembre 1845 et la première promotion comprend trente-six cadets. Il reçoit son emblème en 1848.
Deux classes de spécialité sont fondées en 1857. Faisant suite aux réformes de Milioutine, le corps de cadets est réorganisé en lycée militaire en 1863, afin d'approfondir le programme général des études et il devient l'un des meilleurs établissements de l'Empire. Il retrouve son appellation d'origine en 1886, les élèves ne sont plus des élèves civils, mais des élèves officiers.
Le corps de cadets fête son jubilé du cinquantenaire le 8 novembre 1895. Dix-sept anciens élèves sont devenus généraux à cette date et trente major-généraux, plus des trois quarts sont devenus officiers.
Le corps de cadets devient à nouveau un lycée militaire après la révolution de février. Il est dissous au début de l'année 1918.

## Uniforme

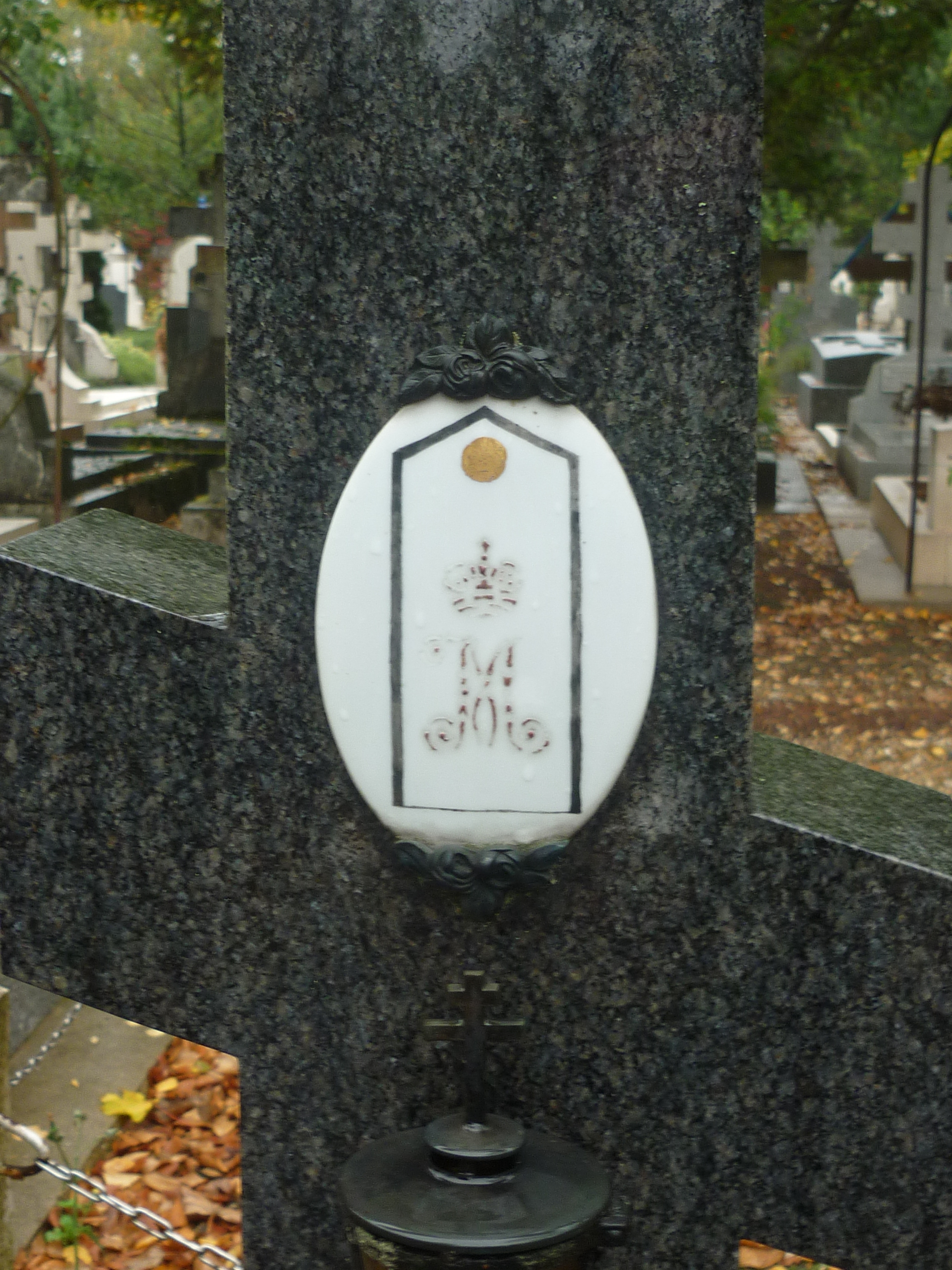
Pattes d’épaule du corps des cadets de Voronej sur une tombe du cimetière russe de Sainte-Geneviève-des-Bois

Les pattes d’épaule portées sur la chemise à col russe, ou la vareuse, étaient de couleur blanche, bordées de noir, avec le chiffre M du grand-duc Michel (1798-1849) de couleur amarante surmonté d'une couronne impériale de même couleur.

## Aujourd'hui
Un nouveau corps de cadets a été ouvert en 1992, reprenant certaines traditions de l'ancien, en tant qu'internat privé. Il comprenait en 1995 cent-seize cadets en classes de quinze à dix-huit élèves.

## Anciens élèves
- Vladimir Antonov-Ovseïenko (1883-1938)
- Alexandre Lodyguine (1847-1923)
- Alexeï Kaledine (1861-1918)
- Sergueï Mossine (1849-1902)
- Sergueï Oulagaï (1875-1946)
- Gueorgui Plekhanov (1856-1918)
- Nikolaï Zaroubaïev (1843-1912)